# 베레니케 4세 에피파네이아
베레니케 4세 에피파네이아(그리스어:Βερενίκη Δ', 영어:Berenice IV Epiphaneia, 기원전 77년 - 기원전 55년)는 고대 이집트 프톨레마이오스 왕조의 파라오 여왕이다. 아버지는 프톨레마이오스 12세 아울레테스이며 어머니는 클레오파트라 5세 트뤼파이나(혹은 6세)이다. 그 유명한 클레오파트라 7세의 이복 누이이다.

## 생애
프톨레마이오스 12세와 클레오파트라 5세의 딸로 태어난 베레니케 4세는, 패션이나 연회 그리고 보석을 각별히 좋아했으며 농민이나 노예 등의 피지배층을 매우 경시했던 것으로 알려졌다.
기원전 58년에 태평하게 지내던 아울레테스가 키프로스 섬을 로마에 빼앗겼다. 아울레테스의 무능한 정치에 분노한 국민들은 그를 국외로 추방하였다. 그러나 베레니케 4세는 어머니 클레오파트라 5세와 함께 통치를 계속했다. 그러나 클레오파트라 5세는 다음해에 사망했다.
그 후 베레니케는 셀레우코스 7세와 결혼하였으나 머지않아 그를 살해하고, 폰토스의 왕이라고 자칭하는 아르켈라우스(Archelaus)와 결혼했다. 그러나 통치는 지속되지 않고, 기원전 55년에 로마의 지원을 얻은 아버지 아울레테스가 귀환하여 베레니케 4세를 처형하였다. 그녀의 남편인 아르켈라우스도 이때에 사망하였다.

## 관련 문헌
- Strabo 12.3.34 and 17.1.11
- Appian Mithrid. 114
- Plutarch Antony 3.2 - 3.6
- Dio Cassius 39.12 - 39.14, 39.55 - 39.58